# داستانهای جزیره
داستان‌های جزیره فیلمی در سه اپیزود به کارگردانی محسن مخملباف، رخشان بنی اعتماد و داریوش مهرجویی و بازیگری نگار فروزنده، باران کوثری، خسرو شکیبایی، محمد رضا شریفی نیا و علی مصفا است که در سال ۱۳۷۷ منتشر شد.